# Grand Prix Azerbejdżanu 2021
Grand Prix Azerbejdżanu, oficjalnie Formula 1 Azerbaijan Grand Prix 2021 – szósta runda Mistrzostw Świata Formuły 1 w sezonie 2021. Grand Prix odbyło się w dniach 4–6 czerwca 2021 na torze Baku City Circuit w Baku. Wyścig wygrał Sergio Pérez (Red Bull), a na podium kolejno stanęli Sebastian Vettel (Aston Martin) oraz Pierre Gasly (AlphaTauri). Charles Leclerc (Ferrari), który zakwalifikował się z pole position ukończył wyścig tuż za podium, na czwartym miejscu.

## Lista startowa
| Nr          | Kierowca           | Zespół                                  | Samochód                          | Silnik                      | Opony |
| ----------- | ------------------ | --------------------------------------- | --------------------------------- | --------------------------- | ----- |
| 3           | Daniel Ricciardo   | McLaren F1 Team                         | McLaren MCL35M                    | Mercedes-AMG F1 M12 1,6 V6T | P     |
| 4           | Lando Norris       | McLaren F1 Team                         | McLaren MCL35M                    | Mercedes-AMG F1 M12 1,6 V6T | P     |
| 5           | Sebastian Vettel   | Aston Martin Cognizant Formula One Team | Aston Martin AMR21                | Mercedes-AMG F1 M12 1,6 V6T | P     |
| 6           | Nicholas Latifi    | Williams Racing                         | Williams FW43B                    | Mercedes-AMG F1 M12 1,6 V6T | P     |
| 7           | Kimi Räikkönen     | Alfa Romeo Racing ORLEN                 | Alfa Romeo C41                    | Ferrari 065/6 1,6 V6T       | P     |
| 9           | Nikita Mazepin     | Uralkali Haas F1 Team                   | Haas VF-21                        | Ferrari 065/6 1,6 V6T       | P     |
| 10          | Pierre Gasly       | Scuderia AlphaTauri Honda               | AlphaTauri AT02                   | Honda RA621H 1,6 V6T        | P     |
| 11          | Sergio Pérez       | Red Bull Racing Honda                   | Red Bull RB16B                    | Honda RA621H 1,6 V6T        | P     |
| 14          | Fernando Alonso    | Alpine F1 Team                          | Alpine A521                       | Renault E-Tech 20B 1,6 V6T  | P     |
| 16          | Charles Leclerc    | Scuderia Ferrari Mission Winnow         | Ferrari SF21                      | Ferrari 065/6 1,6 V6T       | P     |
| 18          | Lance Stroll       | Aston Martin Cognizant Formula One Team | Aston Martin AMR21                | Mercedes-AMG F1 M12 1,6 V6T | P     |
| 22          | Yūki Tsunoda       | Scuderia AlphaTauri Honda               | AlphaTauri AT02                   | Honda RA621H 1,6 V6T        | P     |
| 31          | Esteban Ocon       | Alpine F1 Team                          | Alpine A521                       | Renault E-Tech 20B 1,6 V6T  | P     |
| 33          | Max Verstappen     | Red Bull Racing Honda                   | Red Bull RB16B                    | Honda RA621H 1,6 V6T        | P     |
| 44          | Lewis Hamilton     | Mercedes-AMG Petronas Formula One Team  | Mercedes-AMG F1 W12 E Performance | Mercedes-AMG F1 M12 1,6 V6T | P     |
| 47          | Mick Schumacher    | Uralkali Haas F1 Team                   | Haas VF-21                        | Ferrari 065/6 1,6 V6T       | P     |
| 55          | Carlos Sainz Jr.   | Scuderia Ferrari Mission Winnow         | Ferrari SF21                      | Ferrari 065/6 1,6 V6T       | P     |
| 63          | George Russell     | Williams Racing                         | Williams FW43B                    | Mercedes-AMG F1 M12 1,6 V6T | P     |
| 77          | Valtteri Bottas    | Mercedes-AMG Petronas Formula One Team  | Mercedes-AMG F1 W12 E Performance | Mercedes-AMG F1 M12 1,6 V6T | P     |
| 99          | Antonio Giovinazzi | Alfa Romeo Racing ORLEN                 | Alfa Romeo C41                    | Ferrari 065/6 1,6 V6T       | P     |
| Źródło: FIA |                    |                                         |                                   |                             |       |

## Wyniki

### Zwycięzcy sesji treningowych
| Sesja       | Nr | Kierowca       | Konstruktor | Czas     | Okr. |
| ----------- | -- | -------------- | ----------- | -------- | ---- |
| 1           | 33 | Max Verstappen | Red Bull    | 1:43,184 | 19   |
| 2           | 11 | Sergio Pérez   | Red Bull    | 1:42,115 | 22   |
| 3           | 10 | Pierre Gasly   | AlphaTauri  | 1:42,251 | 16   |
| Źródło: FIA |    |                |             |          |      |

### Kwalifikacje
| P                    | Nr | Kierowca           | Konstruktor           | Czasy w kwalifikacjach | Czasy w kwalifikacjach | Czasy w kwalifikacjach | Poz. s. |
| P                    | Nr | Kierowca           | Konstruktor           | Q1                     | Q2                     | Q3                     | Poz. s. |
| -------------------- | -- | ------------------ | --------------------- | ---------------------- | ---------------------- | ---------------------- | ------- |
| 1                    | 16 | Charles Leclerc    | Ferrari               | 1:42,241               | 1:41,659               | 1:41,218               | 1       |
| 2                    | 44 | Lewis Hamilton     | Mercedes              | 1:41,545               | 1:41,634               | 1:41,450               | 2       |
| 3                    | 33 | Max Verstappen     | Red Bull Racing-Honda | 1:41,760               | 1:41,625               | 1:41,563               | 3       |
| 4                    | 10 | Pierre Gasly       | AlphaTauri-Honda      | 1:42,288               | 1:41,932               | 1:41,565               | 4       |
| 5                    | 55 | Carlos Sainz Jr.   | Ferrari               | 1:42,121               | 1:41,740               | 1:41,576               | 5       |
| 6                    | 4  | Lando Norris       | McLaren-Mercedes      | 1:42,167               | 1:41,813               | 1:41,747               | 9       |
| 7                    | 11 | Sergio Pérez       | Red Bull Racing-Honda | 1:41,968               | 1:41,630               | 1:41,917               | 6       |
| 8                    | 22 | Yūki Tsunoda       | AlphaTauri-Honda      | 1:42,521               | 1:41,654               | 1:42,211               | 7       |
| 9                    | 14 | Fernando Alonso    | Alpine-Renault        | 1:42,934               | 1:42,195               | 1:42,327               | 8       |
| 10                   | 77 | Valtteri Bottas    | Mercedes              | 1:42,701               | 1:42,106               | 1:42,659               | 10      |
| 11                   | 5  | Sebastian Vettel   | Aston Martin-Mercedes | 1:42,460               | 1:42,224               |                        | 11      |
| 12                   | 31 | Esteban Ocon       | Alpine-Renault        | 1:42,426               | 1:42,273               |                        | 12      |
| 13                   | 3  | Daniel Ricciardo   | McLaren-Mercedes      | 1:42,304               | 1:42,558               |                        | 13      |
| 14                   | 7  | Kimi Räikkönen     | Alfa Romeo-Ferrari    | 1:42,923               | 1:42,587               |                        | 14      |
| 15                   | 63 | George Russell     | Williams-Mercedes     | 1:42,728               | 1:42,758               |                        | 15      |
| 16                   | 6  | Nicholas Latifi    | Williams-Mercedes     | 1:43,128               |                        |                        | 16      |
| 17                   | 47 | Mick Schumacher    | Haas-Ferrari          | 1:44,158               |                        |                        | 17      |
| 18                   | 9  | Nikita Mazepin     | Haas-Ferrari          | 1:44,238               |                        |                        | 18      |
| 107% czasu: 1:48,653 |    |                    |                       |                        |                        |                        |         |
| NS                   | 18 | Lance Stroll       | Aston Martin-Mercedes | —                      |                        |                        | 19      |
| NS                   | 99 | Antonio Giovinazzi | Alfa Romeo-Ferrari    | —                      |                        |                        | 20      |
| Źródło: FIA          |    |                    |                       |                        |                        |                        |         |

Uwagi
1. ↑  Lando Norris otrzymał karę cofnięcia o 3 pozycje za niezjechanie do alei serwisowej podczas czerwonej flagi[6].
2. ↑  Lance Stroll nie ustanowił czasu podczas kwalifikacji, ale został dopuszczony przez stewardów do wyścigu[7].
3. ↑  Antonio Giovinazzi nie ustanowił czasu podczas kwalifikacji, ale został dopuszczony przez stewardów do wyścigu[8].

### Wyścig
| P           | Nr | Kierowca           | Konstruktor           | Okr. | Czas                | Start | +/–       | Punkty |
| ----------- | -- | ------------------ | --------------------- | ---- | ------------------- | ----- | --------- | ------ |
| 1           | 11 | Sergio Pérez       | Red Bull Racing-Honda | 51   | 2:13:36,410         | 6     | 5         | 25     |
| 2           | 5  | Sebastian Vettel   | Aston Martin-Mercedes | 51   | +1,385              | 11    | 9         | 18     |
| 3           | 10 | Pierre Gasly       | AlphaTauri-Honda      | 51   | +2,762              | 4     | 1         | 15     |
| 4           | 16 | Charles Leclerc    | Ferrari               | 51   | +3,828              | 1     | 3         | 12     |
| 5           | 4  | Lando Norris       | McLaren-Mercedes      | 51   | +4,754              | 9     | 4         | 10     |
| 6           | 14 | Fernando Alonso    | Alpine-Renault        | 51   | +6,382              | 8     | 2         | 8      |
| 7           | 22 | Yūki Tsunoda       | AlphaTauri-Honda      | 51   | +6,624              | 18    | Bez zmian | 6      |
| 8           | 55 | Carlos Sainz Jr.   | Ferrari               | 51   | +7,709              | 5     | 3         | 4      |
| 9           | 3  | Daniel Ricciardo   | McLaren-Mercedes      | 51   | +8,874              | 13    | 4         | 2      |
| 10          | 7  | Kimi Räikkönen     | Alfa Romeo-Ferrari    | 51   | +9,576              | 14    | 4         | 1      |
| 11          | 99 | Antonio Giovinazzi | Alfa Romeo-Ferrari    | 51   | +10,254             | 20    | 9         |        |
| 12          | 77 | Valtteri Bottas    | Mercedes              | 51   | +11,264             | 10    | 2         |        |
| 13          | 47 | Mick Schumacher    | Haas-Ferrari          | 51   | +14,241             | 17    | 4         |        |
| 14          | 9  | Nikita Mazepin     | Haas-Ferrari          | 51   | +14,315             | 18    | 4         |        |
| 15          | 44 | Lewis Hamilton     | Mercedes              | 51   | +17,668             | 2     | 13        |        |
| 16          | 6  | Nicholas Latifi    | Williams-Mercedes     | 51   | +42,379             | 16    | Bez zmian |        |
| 17          | 63 | George Russell     | Williams-Mercedes     | 48   | NU (silnik)         | 15    | 2         |        |
| 18          | 33 | Max Verstappen     | Red Bull Racing-Honda | 45   | NU (wypadek)        | 3     | 15        | [ c ]  |
| NS          | 18 | Lance Stroll       | Aston Martin-Mercedes | 29   | NU (wypadek)        | 19    |           |        |
| NS          | 31 | Esteban Ocon       | Alpine-Renault        | 3    | NU (turbosprężarka) | 12    |           |        |
| Źródło: FIA |    |                    |                       |      |                     |       |           |        |

Uwagi
1. ↑  Nicholas Latifi otrzymał karę 10 sekund stop-and-go zmienione na 30 sekund doliczonych do uzyskanego czasu za niezjechanie do alei serwisowej zgodnie z instrukcjami podczas samochodu bezpieczeństwa, ale nie wpłynęło to na jego pozycję końcową[11].
2. 1 2  George Russell oraz Max Verstappen zostali sklasyfikowani, ponieważ przejechali więcej niż 90% dystansu wyścigu.
3. ↑  Dodatkowy 1 punkt jest przyznawany kierowcy, który ustanowił najszybsze okrążenie w wyścigu, pod warunkiem, że ukończył wyścig w pierwszej 10.

### Najszybsze okrążenie
| Nr          | Kierowca       | Konstruktor | Czas     | Okr. |
| ----------- | -------------- | ----------- | -------- | ---- |
| 33          | Max Verstappen | Red Bull    | 1:44,481 | 44   |
| Źródło: FIA |                |             |          |      |

### Prowadzenie w wyścigu
| Nr                              | Kierowca         | Konstruktor  | Okrążenia    | Suma |
| ------------------------------- | ---------------- | ------------ | ------------ | ---- |
| 16                              | Charles Leclerc  | Ferrari      | 1            | 1    |
| 44                              | Lewis Hamilton   | Mercedes     | 2–10         | 9    |
| 33                              | Max Verstappen   | Red Bull     | 11, 18–45    | 29   |
| 11                              | Sergio Pérez     | Red Bull     | 12–13, 46–51 | 8    |
| 5                               | Sebastian Vettel | Aston Martin | 14–17        | 4    |
| \| Wykres \| \| ------ \| \| \| |                  |              |              |      |
| Źródło: FIA                     |                  |              |              |      |
| Wykres                          |                  |              |              |      |
|                                 |                  |              |              |      |

## Klasyfikacja po wyścigu

### Kierowcy
Źródło: FIA
| P  | +/− | Kierowca           | Starty | Punkty | P1 | P2 | P3 | PP | NO | NS |
| -- | --- | ------------------ | ------ | ------ | -- | -- | -- | -- | -- | -- |
| 1  | 0   | Max Verstappen     | 6      | 105    | 2  | 3  | –  | 1  | 2  | –  |
| 2  | 0   | Lewis Hamilton     | 6      | 101    | 3  | 1  | –  | 2  | 2  | –  |
| 3  | +2  | Sergio Pérez       | 6      | 69     | 1  | –  | –  | –  | –  | –  |
| 4  | −1  | Lando Norris       | 6      | 66     | –  | –  | 2  | –  | –  | –  |
| 5  | +1  | Charles Leclerc    | 6      | 52     | –  | –  | –  | 2  | –  | 1  |
| 6  | −2  | Valtteri Bottas    | 6      | 47     | –  | –  | 3  | 1  | 2  | 2  |
| 7  | 0   | Carlos Sainz Jr.   | 6      | 42     | –  | 1  | –  | –  | –  | –  |
| 8  | +1  | Pierre Gasly       | 6      | 31     | –  | –  | 1  | –  | –  | –  |
| 9  | +2  | Sebastian Vettel   | 6      | 28     | –  | 1  | –  | –  | –  | –  |
| 10 | −2  | Daniel Ricciardo   | 6      | 26     | –  | –  | –  | –  | –  | –  |
| 11 | +2  | Fernando Alonso    | 6      | 13     | –  | –  | –  | –  | –  | 1  |
| 12 | −2  | Esteban Ocon       | 6      | 12     | –  | –  | –  | –  | –  | 1  |
| 13 | −1  | Lance Stroll       | 6      | 9      | –  | –  | –  | –  | –  | 1  |
| 14 | 0   | Yūki Tsunoda       | 6      | 8      | –  | –  | –  | –  | –  | 1  |
| 15 | +1  | Kimi Räikkönen     | 6      | 1      | –  | –  | –  | –  | –  | 1  |
| 16 | −1  | Antonio Giovinazzi | 6      | 1      | –  | –  | –  | –  | –  | –  |
| 17 | +2  | Mick Schumacher    | 6      | 0      | –  | –  | –  | –  | –  | –  |
| 18 | −1  | George Russell     | 6      | 0      | –  | –  | –  | –  | –  | 1  |
| 19 | +1  | Nikita Mazepin     | 6      | 0      | –  | –  | –  | –  | –  | 1  |
| 20 | −1  | Nicholas Latifi    | 6      | 0      | –  | –  | –  | –  | –  | 1  |
| P  | +/− | Kierowca           | Starty | Punkty | P1 | P2 | P3 | PP | NO | NS |

### Konstruktorzy
Źródło: FIA
| P  | +/− | Konstruktor               | Starty | Punkty | P1 | P2 | P3 | PP | NO | NS |
| -- | --- | ------------------------- | ------ | ------ | -- | -- | -- | -- | -- | -- |
| 1  | 0   | Red Bull Racing-Honda     | 12     | 174    | 3  | 3  | –  | 1  | 2  | –  |
| 2  | 0   | Mercedes                  | 12     | 148    | 3  | 1  | 3  | 3  | 4  | 2  |
| 3  | +1  | Ferrari                   | 12     | 94     | –  | 1  | –  | 2  | –  | 1  |
| 4  | −1  | McLaren-Mercedes          | 12     | 92     | –  | –  | 2  | –  | –  | –  |
| 5  | +1  | Scuderia AlphaTauri-Honda | 12     | 39     | –  | –  | 1  | –  | –  | 1  |
| 6  | −1  | Aston Martin-Mercedes     | 12     | 37     | –  | 1  | –  | –  | –  | 1  |
| 7  | 0   | Alpine-Renault            | 12     | 25     | –  | –  | –  | –  | –  | 2  |
| 8  | 0   | Alfa Romeo Racing-Ferrari | 12     | 2      | –  | –  | –  | –  | –  | 1  |
| 9  | +1  | Haas-Ferrari              | 12     | 0      | –  | –  | –  | –  | –  | 1  |
| 10 | −1  | Williams-Mercedes         | 12     | 0      | –  | –  | –  | –  | –  | 2  |
| P  | +/− | Konstruktor               | Starty | Punkty | P1 | P2 | P3 | PP | NO | NS |